# Anfisa Pochkalova
 Anfisa Pochkalova (en ukrainien : Анфіса Почкалова, Anfissa Potchkalova), née le 1er mars 1990 à Lviv, est une escrimeuse ukrainienne pratiquant l'épée.
À seulement 19 ans, elle se qualifie pour les demi-finales des Championnats du monde d'escrime 2009 à Antalya. L’année 2009 est très fructueuse pour la jeune Ukrainienne qui termine 3e des championnats du monde juniors disputés à Belfast.

## Palmarès
- Championnats du monde d'escrime
  -  Médaille de bronze en individuel aux championnats du monde 2009 à Antalya[1]
  -  Médaille de bronze par équipes aux championnats du monde 2015 à Moscou[2]
- Championnats du monde juniors
  -  Médaille de bronze aux Championnats du monde 2009 de Belfast[1]